# فرانسیلیون
فرانسیلیون (به فرانسوی: Francillon) یک کمون در فرانسه است که در اندر واقع شده‌است. فرانسیلیون ۱۰٫۲۷ کیلومتر مربع مساحت و ۷۰ نفر جمعیت دارد و ۱۸۵ متر بالاتر از سطح دریا واقع شده‌است.